# Победници светских првенстава у атлетици на отвореном — 35 километара ходање
Дисциплина ходања на 35 километара у мушкој конкуренцији налази се у програму светских првенстава у атлетици од Светског првенства 2022. у Јуџину. Уведена је као замена за дисциплину ходања на 50 километара.
Освајачи медаља на светским првенставима и њихови резултати приказани су у следећој табели. Резултати су дати у формату сати:минути:секунде.
| Светско првенство       |                       |                  |                        |             |                           |         |
| Јуџин 2022. детаљи      | Масимо Стано Италија  | 2:23:14 ЕР / РСП | Масатора Кавано Јапан  | 2:23:15 АЗР | Персеус Карлстром Шведска | 2:23:44 |
| Будимпешта 2023. детаљи | Алваро Мартин Шпанија | 2:24:30          | Брајан Пинтадо Еквадор | 2:24:34     | Масатора Кавано Јапан     | 2:25:12 |
| Токио 2025.             |                       |                  |                        |             |                           |         |

## Биланс медаља 35 км ходање за мушкарце
Стање после првенства 2023.
|    | Држава          |   |   |   |   |
| -- | --------------- | - | - | - | - |
| 1. | Италија         | 1 | - | - | 1 |
| 1. | Шпанија         | 1 | - | - | 1 |
| 3. | Јапан           | - | 1 | 1 | 2 |
| 4. | Еквадор         | - | 1 | - | 1 |
| 5. | Шведска         | - | - | 1 | 1 |
|    | Укупно 5 земаља | 2 | 2 | 2 | 6 |